# Tellina juttingae
Tellina juttingae är en musselart som beskrevs av Altena 1965. Tellina juttingae ingår i släktet Tellina och familjen Tellinidae. Inga underarter finns listade i Catalogue of Life.